# Kathlania leptura
Kathlania leptura is een rondwormensoort uit de familie van de Kathlaniidae. De wetenschappelijke naam van de soort is voor het eerst geldig gepubliceerd in 1819 door Rudolphi.